# Хуссейн Саид
Хуссейн Саид Мохаммед (араб. حسـين سـعيد محمـد‎;
21 января 1958, Багдад) — иракский футболист, нападающий. Один из лучших футболистов в истории Ирака.
В составе сборной Ирака принимал участие в финальном турнире чемпионата мира 1986 года, а также в Олимпийских играх 1980, 1984 и 1988 годов.
В период с 2004 по 2011 год занимал пост президента Иракской федерации футбола.

## Карьера

### Клубная
Саид начал играть в футбол в небольших местных клубах, пока в 1974 году его не пригласили в юношескую команду «Аль-Талаба». Начиная с сезона 1975/76 Хуссейн Саид выступал за первую команду. В составе «студентов» трижды, в сезонах 1980/81, 1981/82 и 1985/86 становился чемпионом Ирака, четыре раза выигрывал Кубок. В сезонах 1980/81, 1982/83, 1985/86, а также в недоигранном чемпионате 1984/85 Хуссейн Саид становился лучшим бомбардиром чемпионата.
Всего в различных турнирах провёл 789 матчей и забил 685 мячей.

### В сборной
Играл за молодёжную сборную Ирака, принимал участие в первом чемпионате мира среди молодёжных команд 1977 года, забил на турнире 3 гола.
В составе сборной Ирака дебютировал 17 июля 1977 года в матче со сборной Индонезии в Куала-Лумпуре (5:0), а уже 28 июля во встрече с командой Южной Кореи забил свой первый гол за сборную, игра завершилась со счётом 1:1. Со сборной Ирака Саид побеждал в Кубках Персидского залива в 1979, 1984 и 1988 годах. В розыгрыше Кубка 1979 года Саид забил 10 мячей, что до сих пор остаётся рекордом турнира. В розыгрыше 1984 года он стал и лучшим бомбардиром, и был назван лучшим игроком.
На Азиатских играх в 1982 году именно Саид принёс Ираку победу, забив мяч в ворота сборной Кувейта в финальном матче. Также Саид принимал участие в финальном турнире чемпионата мира 1986 года, в котором провёл 1 матч; и в футбольных турнирах Олимпийских игр 1980, футбольных турнирах Олимпийских игр 1984 и 1988 годов. Последний матч за сборную сыграл 3 марта 1990 года в Эль-Кувейте против сборной ОАЭ. Игра проходила в рамках Кубка Персидского залива 1990 года и завершилась со счётом 2:2, но позднее сборная Ирака снялась с соревнований и результаты всех её матчей были аннулированы.
В 1989 году получил специальный приз фейр-плей. В списке лучших футболистов Азии XX века по версии МФФИИС в 2000 году занял 25-е место.

## Достижения

### Командные

#### Клубные
- Чемпион Ирака (3): 1980/81, 1981/82, 1985/86
- Обладатель Кубка Ирака (4): 1981, 1983, 1985, 1986

#### В сборной
- Обладатель Кубка наций Персидского залива (3): 1979, 1984, 1988
- Победитель Азиатских игр: 1982

### Личные

#### Клубные
- Лучший бомбардир чемпионата Ирака: 1980/81, 1982/83, 1984/851, 1985/86

#### В сборной
- Лучший игрок Кубка наций Персидского залива: 1984
- Лучший бомбардир Кубка наций Персидского залива (2): 1979, 1984

Примечание: 1 — Розыгрыш чемпионата 1984/85 был прерван после 1-го круга.

## После завершения карьеры
После окончания игровой карьеры, с 1990 по 2003 год Хуссейн Саид работал президентом клуба «Аль-Талаба». После убийства президента Иракской федерации футбола Удея Хуссейна во время американского вторжения в Ирак, Хуссейн Саид стал новым президентом организации. Свой пост он занимал до 13 июня 2011 года.